# Eustrotia clarivittata
Eustrotia clarivittata là một loài bướm đêm trong họ Noctuidae.